# Адальберо II (маркграф Штирии)
Адальберо II (нем. Adalbero II; ум. ок. 1088) — маркграф Штирии в 1074—1088 годах (по другим источникам в 1064—1082 годах), из династии фон Траунгауер. Адальберо II был старшим сыном Отакара I, маркграфа Карантанской марки (Штирия), и Виллибирги Эппенштейн.
В период правления Адальберо, Штирийская марка включала в себя территории современной Верхней и Средней Штирии до Муры, часть Верхней Австрии и сюзеренитет над Питтеном. Адальберо не проводил сколь-либо самостоятельную внешнюю политику, находясь в подчинении у герцогов Каринтии. Лишь в конце своего правления маркграф выступил на стороне германского антикороля Рудольфа Швабского в конфликте за инвеституру с императором Генрихом IV. Воспользовавшись этим после смерти Адальберо власть в Штирии захватил каринтийский герцог Луитпольд Эппенштейн, фактически отстранив от власти законного наследника Отакара II.